# Cric

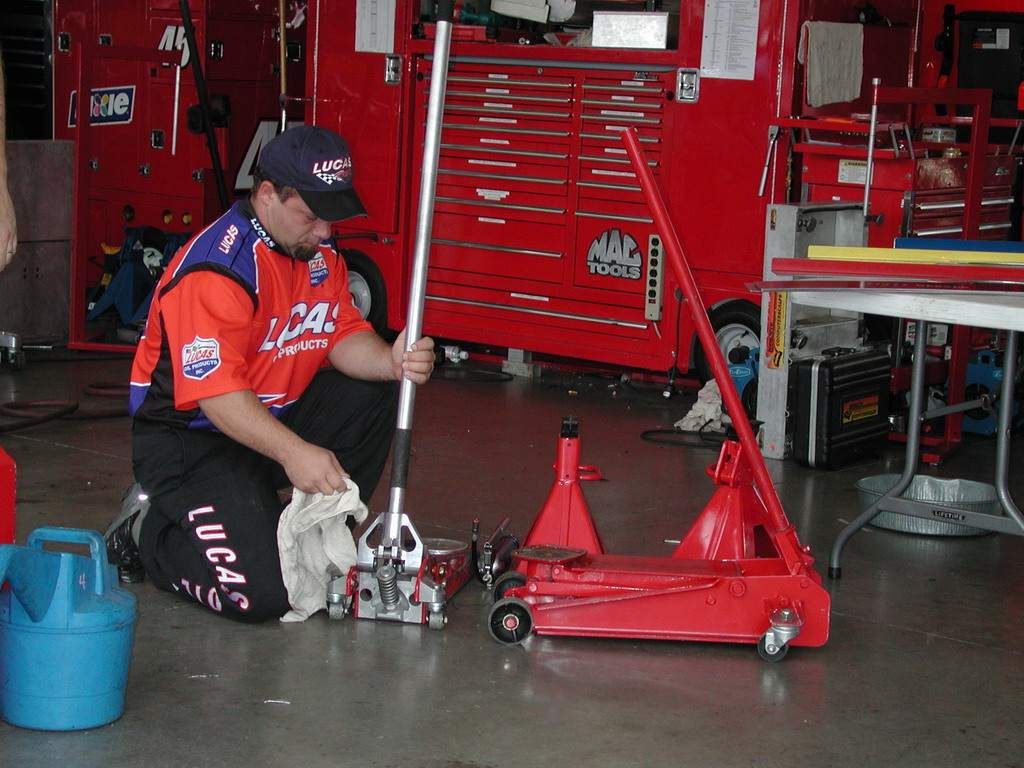
Cric folosit la NASCAR

Cricul este o mașină folosită pentru ridicarea de greutăți și poate fi mecanic sau hidraulic. Cricul mecanic sau cu cremalieră este adecvat pentru ridicarea greutaților mici, iar cricul hidraulic se folosește pentru ridicarea greutatilor mari. 

## Legături externe
- „Cric” la DEX online